# Pohár Ženevského autosalonu 1964
Pohár Ženevského autosalonu se konal od 13. – 17. 3. 1964 v Ženevě. Zúčastnila se čtyři mužstva, která se utkala jednokolovým systémem každý s každým.

## Výsledky a tabulka
|    |                    | CHV | WM   | TCH | EK   | V | R | P | Skóre | B |
| 1. | Chimik Voskresensk | *** | 2:1  | 2:1 | 7:4  | 3 | 0 | 0 | 11:6  | 6 |
| 2. | Winnipeg Maroons   | 1:2 | ***  | 3:6 | 10:5 | 1 | 0 | 2 | 14:13 | 2 |
| 3. | Československo     | 1:2 | 6:3  | *** | 2:5  | 1 | 0 | 2 | 9:10  | 2 |
| 4. | Evropští Kanaďané  | 4:7 | 5:10 | 5:2 | ***  | 1 | 0 | 2 | 14:19 | 2 |

 Chimik Voskresensk -  Evropští Kanaďané 7:4 (2:0, 3:1, 2:3)
14. března 1964 – Ženeva
 Československo -  Winnipeg Maroons 6:3 (3:1,1:1,2:1)
14. března 1964 – Ženeva

Branky Československa : 8:57 Jaroslav Holík, 10:05 Jan Hrbatý, 10:30 Jiří Dolana, 27:25 Josef Černý, 53:05 Luděk Bukač, 57:15 Jan Klapáč.

Branky Winnipeg Maroons: 10:45 John Russel, 23:02 John Russel, 54:15 John Russel.

Rozhodčí: Gennaro Olivieri (SUI), André Vuillemin (SUI)

Vyloučení: 1:3
ČSSR: Vladimír Dzurilla - Karel Masopust, František Tikal, Jaromír Meixner, Ladislav Šmíd - Jiří Dolana (47. Josef Cvach), Václav Nedomanský, Jaroslav Jiřík - Jan Klapáč, Jaroslav Holík, Jiří Holík - Jan Hrbatý, Luděk Bukač, Josef Černý.
Winnipeg Maroons: Don Collins - Sheldon Bloomer, Danny Summers, Al Johnson, Bernie Grebinski, Tommy Marshall, Chuck Lumsden - Davis, Jim Mackenzie, Ron Farnfield - Adolph Kukulowicz, Elliott Chorley, Ross Parke - John Russell, Lou Joyal, Murray Couch.
 Chimik Voskresensk -  Winnipeg Maroons  2:1 (2:0, 0:0, 0:0)
15. března 1964 – Ženeva
 Československo -  Evropští Kanaďané 2:5 (1:1, 1:2, 0:2)
15. března 1964 – Ženeva

Branky Československa: 4:27 Jaroslav Jiřík, 31:48 Václav Nedomanský.

Branky Evropských Kanaďanů: 3:43 Pelletier, 26:39 Dobby, 32:39 Laliberté, 40:07 Laliberté, 43:40 Pelletier.

Rozhodčí: Marcel Toffel (SUI), Gennaro Olivieri (SUI)

Vyloučení: 3:4
ČSSR: Vladimír Nadrchal (47. Vladimír Dzurilla) - Karel Masopust, František Tikal, Jaromír Meixner, Ladislav Šmíd, 
Jan Suchý - Josef Cvach, Václav Nedomanský, Jaroslav Jiřík - Jan Klapáč, Jaroslav Holík, Jiří Holík - Jan Hrbatý, Luděk Bukač, Josef Černý.
Evropští Kanaďané: Simon - Martini, Dobbin, Krushank, Bragognolo, Girard - Laliberte, Whiteall, Pelitier - Provost, Holmes, Kwong - Dennison, Denny, Robertson.
 Winnipeg Maroons -  Evropští Kanaďané 10:5 (5:0, 3:4, 2:1)
17. března 1964 – Ženeva
 Chimik Voskresensk -  Československo 2:1 (0:0, 0:0, 2:1)
17. března 1964 – Ženeva

Branky Chimiku Voskresensk: 45:09 Viktor Kaštanov, 58:21 Jevgenij Jegorov.

Branka Československa: 41:45 Jan Klapáč.

Rozhodčí: Gennaro Olivieri (SUI), Mark (SUI)

Vyloučení: 8:16
Voskresensk: Anatolij Ragulin - Alexander Ivanov, Valerij Nikitin, Anatolij Vatutin, Jevgenij Kobzev, Gromov - Vlarij Gavrilov, Anatolij Kozlov, Viktor Korovkin - Jevgenij Jegorov, Vladimir Vasiliev, Jurij Morozov - Vjačeslav Loščinin, Oleg Karev, Viktor Kaštanov - Jurij Čičurin
ČSSR: Vladimír Dzurilla - Karel Masopust, František Tikal, Jaromír Meixner, Jan Suchý - Jiří Dolana, Václav Nedomanský, Jaroslav Jiřík - Jan Klapáč, Jaroslav Holík, Jiří Holík - Jan Hrbatý, Luděk Bukač, Josef Černý.